# 花岡環
花岡 環（はなおか たまき 、1月7日 - ）は、日本の音楽家。ピアニスト、キーボーディスト、ソングライター、編曲家。

## 来歴
東京音楽大学作曲専攻映画放送音楽コース卒業。
12.ヒトエに後期メンバーとして加入したのをきっかけにキーボーディストとしての活動をスタートさせる。
赤塚不二夫初のWEBアニメ、へんな子ちゃんのオープニングテーマで作曲家デビュー。さらには、作詞・編曲・レコーディング・演奏指導・アーティストのライブサポート・音楽講師など、幅広く音楽活動をしている。

## 参加作品

### 舞台音楽
- 劇団たいしゅう小説家Presents
  - 『サンダービートで踊らせて』(2014年3月26日-30日)
  - 『じゃぱにぃず』(2014年6月4日-8日)
  - 『本能のイノベーション』(2014年7月2日-6日)
  - 『湯もみガールズ』(2014年11月5日-9日)

### その他
- 赤塚不二夫『へんな子ちゃん』オープニングテーマ(2010年11月30日)作曲・編曲
- 小島よしお
  - エンタの神様『 ダイジョブダイジョブ』BGM(2009年8月1日)
    - 作曲・編曲(元さくらんぼブービー木村圭太と共作)

  - 『ギロスチョピ～前へ前へ～ポールダンス』BGM(2011年1月26日)
    - 作曲・編曲(元さくらんぼブービー木村圭太と共作)
- 長谷川明子『虹の彼方に 』初回限定盤付属朗読CD(2013年5月29日)作曲・編曲・ピアノ

## 出演

### テレビ
- ルパンの消息(2008年9月21日WOWOW)
- めざにゅ〜(2011年4月27日フジテレビ)
- movie@home〜棚を彩る映画たち〜(2012年4月-BSフジ)レギュラー
- あなたに名曲！"秋うた"セレクション(2015年11月5日、23日NHK BSプレミアム)
- ミュージックステーション(テレビ朝日)

### ライブ
- 楽器フェア2009 (Roland社デモンストレーター)
- Act Against AIDS2010
- イ・ホンギ from FTISLAND
  - ライブツアー「LEE HONG GI 1st Solo Concert「Merry 302 MHz」」
- 今井麻美
  - ライブツアー「Aroma of happiness」
  - Birthday Live 2012
  - 沖縄アコースティックライブ
  - 5thライブツアー"Precious Sounds"
  - Birthday Live 2013 日本青年館
  - アコースティックライブ2013
  - 7thライブツアー「この雲の果て」
  - Birthday Live 2014
  - 淡路島アコースティックライブ（2014年10月18日[5]）
- 宇徳敬子
- 大森真理子
- 川上彬子
- 川嶋あい
- 工藤えみ
  - 渋谷音楽祭2014サポート（2014年10月19日[5]）
- 渋谷憲一
- ji ma ma
- 長谷川明子
  - バースデーパーティー2013
- 原由実
- BIG JUHN

### DVD
- ルパンの消息
- 今井麻美
  - Live Tour Aroma of happiness - 2012.12.25 at SHIBUYA-AX -
  - 5th Live Precious Sounds - 2012.12.22 at SHIBUYA-AX -